# Tsaratananamassief
Het Tsaratananamassief is een bergmassief van het Noordelijk Hoogland  in het noorden van Madagaskar.
Het massief heeft een diameter van 60 kilometer en is gevormd in het Eoceen, waarschijnlijk in het Priabonien. In het massief ontspringen de rivieren de Bemarivo, de Sumbiruno, de Ramena, de Maevarano, de Besokatra, de Saharenana de Sofia en de Mahavavy-Nord. Ook zijn er twee watervallen te vinden, de Mahamanina en de Humbertwaterval, en warmwaterbronnen.
Hieronder de hoogste bergen:
- Maromokotro (2876 meter), tevens de hoogste berg van Madagaskar.
- Andohanisambirano (2501 meter)
- Ambondrona (2262 meter)
- Maroangoka (1841 meter)
- Bemanevika (1807 meter)
- Bealanana (1088 meter)

In de bossen tot 2500 meter hoogte leven zoogdieren zoals de endemische Monticolomys koopmani en Voalavo gymnocaudus. Ook is de kameleon Calumma tsaratananensis er te vinden. Verder groeit er de zeldzame endemische palm Dypsis curtisii, op een hoogte van 1500 tot 1800 meter.
De verschillen in de temperatuur tussen de zomer en de winter, de dag en de nacht, zijn groot. Het droge seizoen duurt van juni tot oktober, wanneer de minimumtemperatuur 's nachts kan dalen tot -15 °C op de toppen van boven de 2500 meter. Vaak valt er ook sneeuw, die op een hoogte van onder de 2000 meter slechts een dag of twee blijft liggen.
Een groot deel van het massief behoort tot het Tsaratananareservaat. Het park bevindt zich op grote hoogte en is gesloten voor bezoekers. Ten noorden van het massief bevindt zich nog de Amber, in het Nationaal park Montagne d'Ambre.